# Guide River (Cam River)
Der Guide River ist ein Fluss im Nordwesten des australischen Bundesstaates Tasmanien.

## Geografie

### Flusslauf
Der fast 19 Kilometer lange Guide River entspringt rund fünf Kilometer südwestlich der Siedlung Tewkesbury, etwa acht Kilometer nordöstlich der Hellyer Gorge. Von dort fließt er nach Norden und mündet ungefähr vier Kilometer nördlich der Kleinstadt Ridgley in den Cam River.

### Durchflossene Stauseen
- Guide Reservoir – 394 m[1]